# Mesochorus impunctatus
Mesochorus impunctatus là một loài tò vò trong họ Ichneumonidae.